# 勝利 (歌手)
李昇炫（韓語：이승현，羅馬化：Lee Seung-Hyun，1990年12月12日—），藝名勝利（羅馬化：Seungri），日本藝名V.I.（日语：ヴィ・アイ，取自Victory前兩字）是韓國男歌手、企業家。曾為YG娛樂旗下男子團體BIGBANG成員，在隊中擔任副唱、領舞和忙內。因Burning Sun事件引起各界爭議，於2019年3月11日在社交平台上發文退休。該案在2021年8月宣判，因經濟犯罪後改判為1年6月，於2023年2月11日刑滿釋放。

## 名字含義
2013年9月3日，在MBC電台節目《金申英的正午希望曲》中 ，勝利澄清自己的名字並非「勝賢」，而是「昇炫」，高處的「昇」、發光的「炫」，就是「在高處，明朗的生活著」的意思。

## 經歷

### 早期生涯
1990年12月12日出生於光州廣域市，有一個小三歲的妹妹，父親是職業高爾夫球運動員，母親是職業女性。而在勝利國小的時候，因為天災導致父親的高爾夫球場損毀，從而欠下一筆巨款。2003年6月-2005年1月期間是光州舞蹈團「逸話」的成員。2005年參加校神話「Battle」的選秀，當時不幸落選。同年，他轉投YG娛樂成為旗下練習生。勝利和張賢勝（前BEAST成員）在選拔中落敗。而在落敗後勝利憑藉著自己的口才成功說服社長同意讓他加入，勝利最後成功加入BIGBANG，張賢勝則被淘汰並離開公司。

### 2006年－2008年：出道初期
2006年8月19日，在韓國首爾奧林匹克競技場舉行的「YG FAMILY 10周年演唱會」上以男子團體BIGBANG正式出道，為五位成員之一。在隊中為副唱、領舞和編舞以及綜藝擔當。12月21日，發行首支個人獨唱單曲《Next Day》 ，收錄於BIGBANG首張正規專輯《BIGBANG Vol.1》。2008年首次參演音樂劇《驟雨소나기》。9月26日，發行數位單曲《STRONG BABY》以SOLO歌手的身分出道。

### 2009年－2011年：著重個人發展
2009年首次參演電影《為什麼來我家》，飾演女主角喜歡了七年的對象-智旻。同年11月11日，和隊友TOP一起主演電影《我的19歲》，飾演財閥二代、性格懦弱的高考重讀生朴旻瑞。並公開個人創作抒情新曲《唯一的人》，為電影《我的19歲》的OST。2011年1月20日，發行首張迷你專輯《V.V.I.P》，參與碟中全六首的詞曲製作。

### 2012年－2013年：日本個人發展
從2012年開始，在日本參與各種綜藝節目。2013年參演日本電視劇《金田一少年之事件簿 香港九龍財寶殺人事件》，飾演香港韓國留學生，王龍的三兒子金龍東。2013年8月19日，發行第二張迷你專輯《LET'S TALK ABOUT LOVE》。同年10月9日，發行首張日文專輯《LET'S TALK ABOUT LOVE》，正式以V.I名義在日本SOLO出道。12月4日，參演日本手機連續劇《戀愛短訊～傳給你的話語～》，飾演為了重拾初戀而來到日本的韓國留學生韓勝浩。

### 2014年－2017年：回歸韓國發展
2014年4月5日，首次參演韓國電視劇《天使之眼》，飾演在美國德克薩斯州長大的韓國僑胞Teddy徐。2016年7月16日，參與的《HIGH & LOW 熱血街頭 電影版》在日本上映。

### 2018年：著重個人發展
2018年7月20日，發行首張正規專輯《THE GREAT SEUNGRI》。8月4日，首次舉辦個人的演唱會《THE GREAT SEUNGRI》。

### 2019年：宣布退出娛樂圈
2019年1月12日，舉辦THE GREAT SEUNGRI TOUR 2019 LIVE《THE SEUNGRI SHOW》。2月16至17日舉辦終場演唱會《THE GREAT SEUNGRI FINAL IN SEOUL》。3月11日在社群平台Instagram發表聲明宣布正式「退休」。3月13日，YG方面终止与胜利的专属合约。

## 個人事業發展
2011年，勝利注資開辦勝利學院，主要是針對舞蹈、音樂、談話的人才培訓學校。隨后在光州、首爾、木浦、大田、仁川開設分店。從勝利開始成為學院代表后，和YG，SM等大公司簽署不公開面試合作協議，為學院學生出道提供途徑。勝利本人也利用影片教學等多種途徑給學校的孩子們進行授課。現時學院已結業。
2014年1月8日，咖啡店-AND.here正式開張。
2016年成立DJ廠牌 Natural High Record 。
2016年7月27日，Lounge Club-Monkey Museum於清潭洞開幕。
2016年12月16日，アオリの神隠し（AORI）拉麵店在首爾清潭洞開業。直至目前已有五十多間分店。2020年申請結束營運，各分店已陸續結業。
2018年2月23日，Club Burning Sun正式開張。
2018年成為YG娛樂旗下子公司YGX CEO。
2018年11月，成為 HeadRock （虛擬實境(Virtual Reality)品牌）的創意總監。11月17日，主題樂園HeadRock VR在新加坡聖淘沙開幕。

### Burning Sun事件
2019年1月，BIGBANG成員胜利所投资的夜店Burning Sun接连爆出暴力、贩毒、性侵及贿赂警察等丑闻。3月10日，首爾地方警察廳立案对胜利等人为海外投资人召妓一事展开调查。據警方表示，經過調查後表明「勝利沒有」為海外投資人召妓，日本海外投資人表示當日派對是與妻子共同出席，並不存在召妓。
2019年3月11日，胜利因Burning Sun案的持續發酵而宣布退出娱乐圈。据报道Kakaotalk聊天记录里还有涉及其他演艺人员，後已更正為「鄭俊英聊天室」，其影片流傳內容皆為鄭俊英與他人在無經過同意情況下拍攝，據韓媒報導，「勝利不存在」偷拍、傳播。
勝利於2021年8月19日進行上訴，於2022年1月27日於軍事法庭進行第二次宣判，勝利於該次宣判時承認經濟犯罪罪行，法官當庭更改刑期從3年更改為1年6月，由於勝利於第一次宣判後已當庭羈押並服刑5個月，所以只需服刑多1年1月便可完成服刑，於2023年2月刑滿釋放。

## 音樂作品
| 正規專輯 - 2018年：《THE GREAT SEUNGRI》 迷你專輯 - 2011年：《V.V.I.P》 - 2013年：《Let's Talk About Love》 單曲專輯 - 2009年：《STRONG BABY》 | 正規專輯 - 2013年：《LET'S TALK ABOUT LOVE》 - 2018年：《THE GREAT SEUNGRI》 |

### 合作單曲
- 2010年5月1日 《像BIGBANG一樣》(大聲) -綜藝《哈哈•夢SHOW》
- 2013年10月23日 《I Believe》 (May J.) -《Love Ballad》專輯
- 2018年3月27日 《Combo》 (TPA with Al Rocco&Ivy)
- 2018年5月12日 《Ignite》 (K-391&Alan Walkerft.Julie Bergan)[9]

### 單曲
- 2006年12月21日 《第二天》收錄於《Since 2007》
- 2008年9月26日 《STRONG BABY》(ft.G-Dragon)收錄於《Remember》
- 2009年11月11日 《唯一的人》電影《我的19歲》OST
- 2012年12月5日 《WHAT CAN I DO (JPN Ver.)》收錄於《SPECIAL FINAL IN DOME MEMORIAL COLLECTION》
- 2013年10月9日 《V.V.I.P (JPN Ver.)》日本《近鐵 Pass'e 「Passe's Power Reflesh」》電視廣告主題曲
- 2013年12月4日 《空に描く思い》日本手機連續劇《指恋～君に贈るメッセージ～》OST

## 個人演唱會
- 2018年：THE GREAT SEUNGRI
- 2019年：THE SEUNGRI SHOW

## 影視作品
— 所屬團體之公開演出請參閱 BIGBANG影視作品列表。

### 電影
- 2009年4月9日 《為什麼來我家》 (智旻／主演) [10]
- 2009年11月11日 《我的十九歲（朝鲜语：19-Nineteen）》 (朴旻瑞／主演) [11]
- 2016年7月16日 《HIGH & LOW THE MOVIE》 (Li)
- 2018年3月2日 《宇宙有爱浪漫同游》 (Winson／主演) [12]

### 電視劇
- 2011年 《光與影》MBC (安在秀／客串)
- 2013年 《金田一少年之事件簿 香港九龍財寶殺人事件》 日本電視台 (金龍東) [13]
- 2013年 《戀愛短訊～傳給你的話語～》 UULA (韓勝浩) [14]
- 2014年 《天使之眼》 SBS (Teddy徐) [15]
- 2018年 《YG戰略資料室》 Netflix (勝利／主演)

### MV
- 2008年11月05日 《STRONG BABY》ft.G-Dragon
- 2008年05月22日 太陽 -《只看著我》 (客串)
- 2010年12月15日 GD&TOP -《HIGH HIGH》 (客串)
- 2011年01月20日 《V.V.I.P》 (演員金裕貞, 崔雅拉)
- 2011年01月20日 《WHAT CAN I DO》
- 2012年07月15日 PSY -《Gangnam Style》
- 2013年08月19日 《Gotta Talk To U》
- 2013年08月27日 《僕を見つめて (GOTTA TALK TO YOU)》 MV Short ver.
- 2013年11月19日 《空に描く思い》
- 2018年07月20日 《1,2,3!》
- 2018年07月27日 《WHERE R U FROM》(Feat.宋旻浩)

### 主持
節目主持
| 日期                          | 電視台         | 節目名稱                         | 備註                      |
| 2010年8月22日－10月24日       | MBC            | 享受今天                         | 第1至10集（後由利特接棒） |
| 2012年8月2日－10月25日        | Space ShowerTV | V.I FROM BIGBANG 完成勝利宣言    | 12月26-27日未公開花絮     |
| 2012年8月3日                  | 日本富士台     | 魁-音樂番付EIGHT                 | 特別MC                    |
| 2013年5月15日                 | Space ShowerTV | スペシャエリア                   | 代理MC・代理VJ            |
| 2013年7月20日－2014年3月15日  | MUSIC ON! TV   | 『カウントダウン E.T』男のバル飯 | 每周六, 共三季            |
| 2014年9月28日                 | 日本Fuji TV    | モテ女100                        |                           |
| 2016年6月11日－8月27日        | 东方卫视       | 加油美少女                       | 導师之一                  |
| 2017年10月29日－2018年1月26日 | JTBC           | MIXNINE                          | 特別評審                  |
| 2018年11月22日－2019年1月31日 | SBS            | 俘獲芳心頻道                     |                           |

音樂節目主持
| 日期                       | 電視台 | 節目名稱       | 備註                   |
| 2008年5月10－2009年3月28日 | MBC    | Show! 音樂中心 |                        |
| 2012年4月15日              | SBS    | 人氣歌謠       | 特別MC，與大聲, IU     |
| 2013年9月15日              | SBS    | 人氣歌謠       | 特別輔助MC，與G Dragon |

活動主持
| 日期           | 節目名稱           | 備註                 |
| 2011年12月25日 | 2011首爾東京音樂節 | 與荷拉, 奎利, 李洪基 |

## 作品

### DVD/書籍
- 2011年3月30日 《V WORLD》 [16]
- 2013年11月29日 《SEUNGRI'S 2nd Mini Album Making Book》 [17]

### 音樂劇
| 年份                  | 名稱             | 備註 |
| 2008年4月12日-5月5日  | 《驟雨소나기》   | 除了在首爾世宗路世宗文化館上演，《驟雨》得到了日本沖繩縣的邀請，前往日本演出，更在釜山國際演劇節的閉幕式獻演 |
| 2009年8月12日-8月23日 | 《吶喊Shouting》 | 原與成員大聲共同演出，但因大聲發生事故後暫停演出，改由一人擔當出演。                                         |

### 其他演出
- 2003年6月-2005年1月 光洲舞蹈團「逸話」
- 2005年6月-8月 M.Net Battle 神話

## 獎項

### 大型頒獎禮項
| 年份 | 獎項                                                      |
| 2009 | 第3屆 The Musical Award - 人氣賞                          |
| 2015 | 第一屆 大韓民國愛國獎 (Love Korea Aawards) - 演藝部門大賞 |
| 2018 | SBS演藝大獎 - Scene Stealer獎《俘獲芳心頻道》             |

### 音樂節目獎項
| 年份   | 日期    | 電視台 | 節目名稱     | 獲獎歌曲    | 排名 |
| ------ | ------- | ------ | ------------ | ----------- | ---- |
| 2009年 | 1月22日 | Mnet   | M! Countdown | Strong Baby | 1位  |
| 2009年 | 2月5日  | Mnet   | M! Countdown | Strong Baby | 1位  |
| 2009年 | 2月15日 | SBS    | 人氣歌謠     | Strong Baby | 1位  |
| 2009年 | 2月19日 | Mnet   | M! Countdown | Strong Baby | 1位  |
| 2009年 | 2月22日 | SBS    | 人氣歌謠     | Strong Baby | 1位  |
| 2009年 | 2月26日 | Mnet   | M! Countdown | Strong Baby | 1位  |
| 2009年 | 3月1日  | SBS    | 人氣歌謠     | Strong Baby | 1位  |
| 2011年 | 1月27日 | Mnet   | M! Countdown | VVIP        | 1位  |
| 2011年 | 2月3日  | Mnet   | M! Countdown | 該怎麼辦    | 1位  |
| 2011年 | 2月6日  | SBS    | 人氣歌謠     | 該怎麼辦    | 1位  |
| 2011年 | 2月10日 | Mnet   | M! Countdown | 該怎麼辦    | 1位  |
| 2011年 | 2月13日 | SBS    | 人氣歌謠     | 該怎麼辦    | 1位  |

| 各台冠軍歌曲統計     | 各台冠軍歌曲統計 | 各台冠軍歌曲統計 | 各台冠軍歌曲統計 |
| Mnet                 | KBS              | MBC              | SBS              |
| -------------------- | ---------------- | ---------------- | ---------------- |
| 7                    | 0                | 0                | 5                |
| 四台冠軍歌曲總數：12 |                  |                  |                  |

## 外部連結
- Seung Ri的X（前Twitter）（英文）（日語）
- SEUNGRI胜利-YG的新浪微博 （中文） （英文）
- MelOn::음악이 필요한 순간, 멜론 - 승리 （页面存档备份，存于）
- 승리 :: 네이버 인물검색 （页面存档备份，存于）
- Mwave Music - SEUNGRI  （英文）（日語）（中文）（繁體中文）
- iTunes Music - SEUNGRI （页面存档备份，存于） （英文）
- SEUNGRI胜利-YG 的美拍-短視頻社區 （中文）（英文）